# 컨빅션 (2010년 영화)
《컨빅션》(Conviction)은 2010년 개봉한 미국의 드라마 영화이다.
이 영화는 2010년 9월 11일 토론토 국제 영화제에서 초연되었으며, 2010년 10월 15일 미국에서 개봉되었다.

## 줄거리
베티 앤 워터스와 그녀의 남동생 케니는 불우한 어린 시절을 보냈다. 어릴 적 헤어진 후, 베티 앤은 결혼하여 두 아들을 낳고 살지만, 문제아였던 동생 케니는 살인죄로 종신형을 선고받아 수감된다. 케니는 이웃집 여성을 살해한 혐의로 처음에는 풀려났으나, 전처와 전 여자친구의 새로운 증언으로 다시 체포되어 유죄 판결을 받는다. 정황 증거와 제한적인 혈액형 증거만으로 유죄 판결을 받은 케니는 수감 생활 중 자살 시도까지 한다.
동생의 자살 시도에 충격을 받은 베티 앤은 케니의 무죄를 입증하기 위해 법률 공부를 시작한다. 남편은 그녀를 지지하지 않고 결국 이혼하고, 아이들은 아버지와 함께 살게 된다. 힘든 학업과 심리적 압박에 지쳐 포기하려던 베티 앤은 동급생의 격려로 다시 공부에 매진한다. 재판 당시 혈액형 감식만 이루어진 것을 안 베티 앤은 새로운 DNA 검사를 통해 케니의 무죄를 입증할 수 있다고 생각하고, '무죄 프로젝트'의 변호사에게 도움을 요청한다. 그러나 사건이 너무 많아 결과를 받으려면 오랜 시간이 걸린다는 사실에, 변호사 시험에 합격하여 직접 증거를 찾아야 한다는 것을 알게 된다.
변호사 시험에 합격한 베티 앤은 증거를 찾지만, 이미 6년 전에 파기되었다는 소식을 듣고 절망한다. 그러나 포기하지 않고, 경찰에서 해고당한 형사가 다른 경찰관을 함정에 빠뜨리려 했다는 사실을 알게 된다. 베티 앤은 증거를 찾기 위해 노력한 끝에, 보관되어 있던 증거를 찾아 DNA 검사를 의뢰하고, 결과는 케니의 혈액이 아님을 보여준다. 케니의 석방을 기대했지만, 검찰은 여전히 케니가 공범일 가능성이 있다며 석방을 거부한다. 케니는 또다시 감옥에 갇힐까봐 절망하지만, 변호사는 증거와 함께 증인들의 위증 사실까지 밝혀낼 수 있다고 말한다.
베티 앤은 케니의 전처와 전 여자친구를 찾아가고, 그들은 수사관의 강압으로 거짓 증언을 했다는 사실을 눈물로 고백한다. 마침내 케니의 유죄 판결이 무효화되고 2001년 6월 감옥에서 풀려난다. 베티 앤은 케니가 수감 중에도 딸에게 연락하려 했다는 사실을 딸에게 알리고, 케니는 오랫동안 떨어져 지냈던 딸과 다시 만나고 동생과 그녀의 아들들과도 재회한다. 베티 앤은 이후에도 '무죄 프로젝트'를 통해 부당한 유죄 판결을 막기 위해 노력한다. 또한 부당한 수사를 벌인 형사와 경찰서에 대한 소송에서 승소하지만, 형사는 공소시효 만료로 형사 처벌을 받지 않는다. 한편, 살인 사건의 진범은 여전히 밝혀지지 않은 채로 이야기는 마무리된다.

## 캐스팅
- 힐러리 스왱크 - Betty Anne Waters
- 샘 록웰 - Kenny Waters
- 미니 드라이버 - Abra Rice
- 멜리사 레오 - Nancy Taylor